# Edmund Bonner
Edmund Bonner (Hanley (Worchestershire), 1500 - Londen, 5 september 1569) was een Engels bisschop en was bisschop van Londen. Door zijn kettervervolgingen kwam hij bekend te staan als Bloody Bonner.

## Biografie
Edmund Bonner werd geboren als de zoon van Edmund Bonner en Elizabeth Frodsham. In 1529 werd hij de kapelaan van Thomas Wolsey. Na diens val bleef hij trouw aan Hendrik VIII van Engeland en werd hij in oktober 1533 naar Frankrijk gestuurd met een delegatie naar Paus Clemens VII vanwege de scheiding met Catharina van Aragon. Twee jaar later werd hij benoemd tot aartsdeken van Leicester. In 1538 volgde hij Stephen Gardiner op als ambassadeur van de koning in Frankrijk. Datzelfde jaar nog volgde de benoeming tot bisschop van Hereford. Hij nam die zetel nooit in doordat hij binnen een jaar werd benoemd tot bisschop van Londen. Pas in 1540 keerde hij terug naar Engeland.
In Londen voerde hij in zijn eerste jaar een hard en streng beleid tegen de protestanten en bracht vele van hen op de brandstapel. Toen na de dood van Hendrik VIII regent Thomas Seymour werd afgezet en werd vervangen door John Dudley was Bonner genoodzaakt te abdiceren. In 1553 nam koning Maria I de troon over en kreeg Bonner zijn positie als bisschop terug. Hij zette zich met haar hulp in om de katholieke godsdienst terug te brengen in het land. Opnieuw belandde er onder zijn leiding in de stad velen op de brandstapel. De situatie veranderde toen Elisabeth I van Engeland de troon besteeg. Bonner kwam al snel in aanvaring met haar en na een paar conflicten werd hij in 1563 opgesloten in de gevangenis van Marshalsea waar hij zes jaar later overleed.